# Si on chantait
Si on chantait (vertaling: "Als we eens zouden zingen") is een single van Julien Clerc. Het is afkomstig van zijn album Liberté, egalité, fraternité... ou la mort. Nederland was in de jaren '70 even in de ban van het Franse lied, of wel chanson. Dit had tot resultaat dat Franse liedjes wat vaker in de hitparade kwamen en voor Julien Clerc betekende dat een tweetal hits in 1974, wel met enige vertraging. In Si on chantait, dat al in 1972 was uitgegeven, bezingt Clerc zijn grote liefde Marie op zeer onschuldige wijze, hij wil met haar zingen. In België haalde het plaatje de hitparade BRT Top 30 niet. De titel werd later gebruikt voor een verzamelalbum van hem.
In 1976 had Julien Clerc zijn grootste Nederlandse hit: This Melody met een nummer 1-positie.
Conny Vandenbos heeft een Nederlandse en Duitse versie opgenomen onder de titels Oh, wat een dag (vertaling Herman Pieter de Boer) en Oh, welch ein Tag. 

## Hitnoteringen

### Nederlandse Top 40
| Hitnotering: 30-03-1974 t/m 18-05-1974 | Hitnotering: 30-03-1974 t/m 18-05-1974 | Hitnotering: 30-03-1974 t/m 18-05-1974 | Hitnotering: 30-03-1974 t/m 18-05-1974 | Hitnotering: 30-03-1974 t/m 18-05-1974 | Hitnotering: 30-03-1974 t/m 18-05-1974 | Hitnotering: 30-03-1974 t/m 18-05-1974 | Hitnotering: 30-03-1974 t/m 18-05-1974 | Hitnotering: 30-03-1974 t/m 18-05-1974 | Hitnotering: 30-03-1974 t/m 18-05-1974 |
| Week:                                  | 1                                      | 2                                      | 3                                      | 4                                      | 5                                      | 6                                      | 7                                      | 8                                      |                                        |
| -------------------------------------- | -------------------------------------- | -------------------------------------- | -------------------------------------- | -------------------------------------- | -------------------------------------- | -------------------------------------- | -------------------------------------- | -------------------------------------- | -------------------------------------- |
| Positie:                               | 24                                     | 13                                     | 10                                     | 9                                      | 9                                      | 13                                     | 22                                     | 35                                     | uit                                    |

### NederlandseDaverende 30
| Hitnotering: 30-03-1974 t/m 04-05-1974 | Hitnotering: 30-03-1974 t/m 04-05-1974 | Hitnotering: 30-03-1974 t/m 04-05-1974 | Hitnotering: 30-03-1974 t/m 04-05-1974 | Hitnotering: 30-03-1974 t/m 04-05-1974 | Hitnotering: 30-03-1974 t/m 04-05-1974 | Hitnotering: 30-03-1974 t/m 04-05-1974 | Hitnotering: 30-03-1974 t/m 04-05-1974 |
| Week:                                  | 1                                      | 2                                      | 3                                      | 4                                      | 5                                      | 6                                      |                                        |
| -------------------------------------- | -------------------------------------- | -------------------------------------- | -------------------------------------- | -------------------------------------- | -------------------------------------- | -------------------------------------- | -------------------------------------- |
| Positie:                               | 21                                     | 11                                     | 9                                      | 9                                      | 10                                     | 16                                     | uit                                    |

### NPO Radio 2 Top 2000
| Nummer met noteringen in de NPO Radio 2 Top 2000 | '04  | '05  | '06  | '07 | '08  |
| ------------------------------------------------ | ---- | ---- | ---- | --- | ---- |
| Si on chantait                                   | 1857 | 1054 | 1548 | -   | 1939 |

1. ↑  Een '-' betekent dat het nummer niet was genoteerd en een vetgedrukt getal geeft de hoogste notering aan.
2. ↑  2004 was het eerste jaar met een notering voor dit nummer.
3. ↑  Deze tabel is bijgewerkt tot en met de laatste editie (2024).